# Ectropis
Ectropis är ett släkte av fjärilar som beskrevs av Jacob Hübner 1825. Ectropis ingår i familjen mätare.

## Dottertaxa tillEctropis, i alfabetisk ordning[1][2]
- Ectropis abietaria
- Ectropis abraxaria
- Ectropis aethregenes
- Ectropis aigneri
- Ectropis alba
- Ectropis albipunctata
- Ectropis albobrunnea
- Ectropis albolimbata
- Ectropis amphitromera
- Ectropis anisa
- Ectropis anisodroma
- Ectropis anisoides
- Ectropis annumerata
- Ectropis arizanensis
- Ectropis arizonensis
- Ectropis atelomeres
- Ectropis attributa
- Ectropis bacoti
- Ectropis bacoti-suffusa
- Ectropis baeticaria
- Ectropis basalis
- Ectropis bergmanaria
- Ectropis bhurmitra
- Ectropis bicolor
- Ectropis bispinaria
- Ectropis bistortata
- Ectropis bistortatoides
- Ectropis biundularia
- Ectropis breta
- Ectropis breviciliata
- Ectropis brevifasciata
- Ectropis brooksi
- Ectropis brunneipennis
- Ectropis calida
- Ectropis celsicola
- Ectropis chopardi
- Ectropis chrysoteucta
- Ectropis cineraria
- Ectropis cinerea
- Ectropis confusa
- Ectropis conifera
- Ectropis consonaria
- Ectropis contradicta
- Ectropis cornuta
- Ectropis crassa
- Ectropis crepuscularia
- Ectropis crepusculata
- Ectropis cunearia
- Ectropis cuneisparsa
- Ectropis decertaria
- Ectropis defervescens
- Ectropis defessaria
- Ectropis delamerensis
- Ectropis delosaria
- Ectropis dentilineata
- Ectropis deodarae
- Ectropis despicata
- Ectropis deterrens
- Ectropis devecta
- Ectropis dicranucha
- Ectropis diffusaria
- Ectropis diluta
- Ectropis distinctaria
- Ectropis divisaria
- Ectropis dribraria
- Ectropis duplex
- Ectropis duplicata
- Ectropis elaphrodes
- Ectropis emphona
- Ectropis enormis
- Ectropis espanomma
- Ectropis euthystrophion
- Ectropis everetti
- Ectropis excellens
- Ectropis excusaria
- Ectropis exesaria
- Ectropis exportaria
- Ectropis extrema
- Ectropis fasciata
- Ectropis fernaldaria
- Ectropis flavescens
- Ectropis fossa
- Ectropis fragilis
- Ectropis fraudulenta
- Ectropis fulgurigera
- Ectropis fulvitincta
- Ectropis fumataria
- Ectropis geniculata
- Ectropis giatoma
- Ectropis gozmanyi
- Ectropis griseoalbata
- Ectropis grisescens
- Ectropis hero
- Ectropis hieroglyphica
- Ectropis hiulca
- Ectropis holmi
- Ectropis hypulina
- Ectropis ikonda
- Ectropis illota
- Ectropis impos
- Ectropis inceptaria
- Ectropis incertaria
- Ectropis indiligens
- Ectropis indistincta
- Ectropis inscripta
- Ectropis insecura
- Ectropis insulsa
- Ectropis intermedia
- Ectropis intrataria
- Ectropis inversa
- Ectropis irrorata
- Ectropis ischnadelpha
- Ectropis laricaria
- Ectropis lignea
- Ectropis lineata
- Ectropis longiscapia
- Ectropis lophomeris
- Ectropis loxoschema
- Ectropis loxosira
- Ectropis lungtania
- Ectropis lutamentaria
- Ectropis marginata
- Ectropis marmorata
- Ectropis maromokotra
- Ectropis melancroca
- Ectropis mesoplatys
- Ectropis milloti
- Ectropis mixta
- Ectropis mixtistriga
- Ectropis mniara
- Ectropis mochlosema
- Ectropis moderata
- Ectropis nigerrima
- Ectropis nigra
- Ectropis nigripunctata
- Ectropis obducta
- Ectropis obliqua
- Ectropis obliquilinea
- Ectropis obrussata
- Ectropis obscurata
- Ectropis obsoleta
- Ectropis occiduaria
- Ectropis ocellata
- Ectropis ochrifasciata
- Ectropis odontophora
- Ectropis oleitincta
- Ectropis opisoleuca
- Ectropis pais
- Ectropis pallidaria
- Ectropis pallidistriga
- Ectropis paracopa
- Ectropis passetii
- Ectropis pauliani
- Ectropis petrosa
- Ectropis petrozona
- Ectropis phibalapteraria
- Ectropis planaria
- Ectropis plectroneura
- Ectropis plumosa
- Ectropis pluto
- Ectropis pristis
- Ectropis proicyrta
- Ectropis prospila
- Ectropis pulverosa
- Ectropis pulvicopia
- Ectropis recurvaria
- Ectropis repleta
- Ectropis reversa
- Ectropis ridingi
- Ectropis ridingi-suffusa
- Ectropis rosearia
- Ectropis rubidior
- Ectropis rufina
- Ectropis sabulosa
- Ectropis schillei
- Ectropis semicana
- Ectropis semifascia
- Ectropis semifasciata
- Ectropis sigai
- Ectropis signaria
- Ectropis similaria
- Ectropis simplex
- Ectropis sinarum
- Ectropis spatiosaria
- Ectropis spoliataria
- Ectropis squamosa
- Ectropis striata
- Ectropis strigularia
- Ectropis subapicata
- Ectropis sublimbata
- Ectropis sublutea
- Ectropis subtinctaria
- Ectropis superuncina
- Ectropis susceptaria
- Ectropis terrestris
- Ectropis tricolor
- Ectropis trilineata
- Ectropis tripartaria
- Ectropis tristis
- Ectropis ulterior
- Ectropis unicolor
- Ectropis vadoni
- Ectropis vaga
- Ectropis varia
- Ectropis venosa
- Ectropis vestita
- Ectropis zotica